# Млодзешин
Млодзешин (пол. Młodzieszyn) — село в Польщі, у гміні Млодзешин Сохачевського повіту Мазовецького воєводства.
Населення — 1321 особа (2011).
У 1975-1998 роках село належало до Скерневицького воєводства.

## Демографія
Демографічна структура станом на 31 березня 2011 року:
|          | Загалом | Допрацездатний вік | Працездатний вік | Постпрацездатний вік |
| -------- | ------- | ------------------ | ---------------- | -------------------- |
| Чоловіки | 634     | 130                | 430              | 74                   |
| Жінки    | 687     | 149                | 404              | 134                  |
| Разом    | 1321    | 279                | 834              | 208                  |